# Куликівський парк
Куликівський парк — парк-пам'ятка садово-паркового мистецтва місцевого значення в Україні. Розташований у межах Полтавського району Полтавської області, у східній частині села Коломацьке.
Площа 16,9 га. Статус присвоєно згідно з рішенням облвиконкому від 13.12.1975 № 531 та рішенням облради від 21.11.2000 року. Перебуває віданні: Коломацька сільська рада.
Статус надано для збереження парку дендологічного типу, закладеного 1966 року з ініціативи заслуженого агронома УРСР Ф. Є. Цибулько. Зростає бл. 100 видів дерев і чагарників.

## Галерея

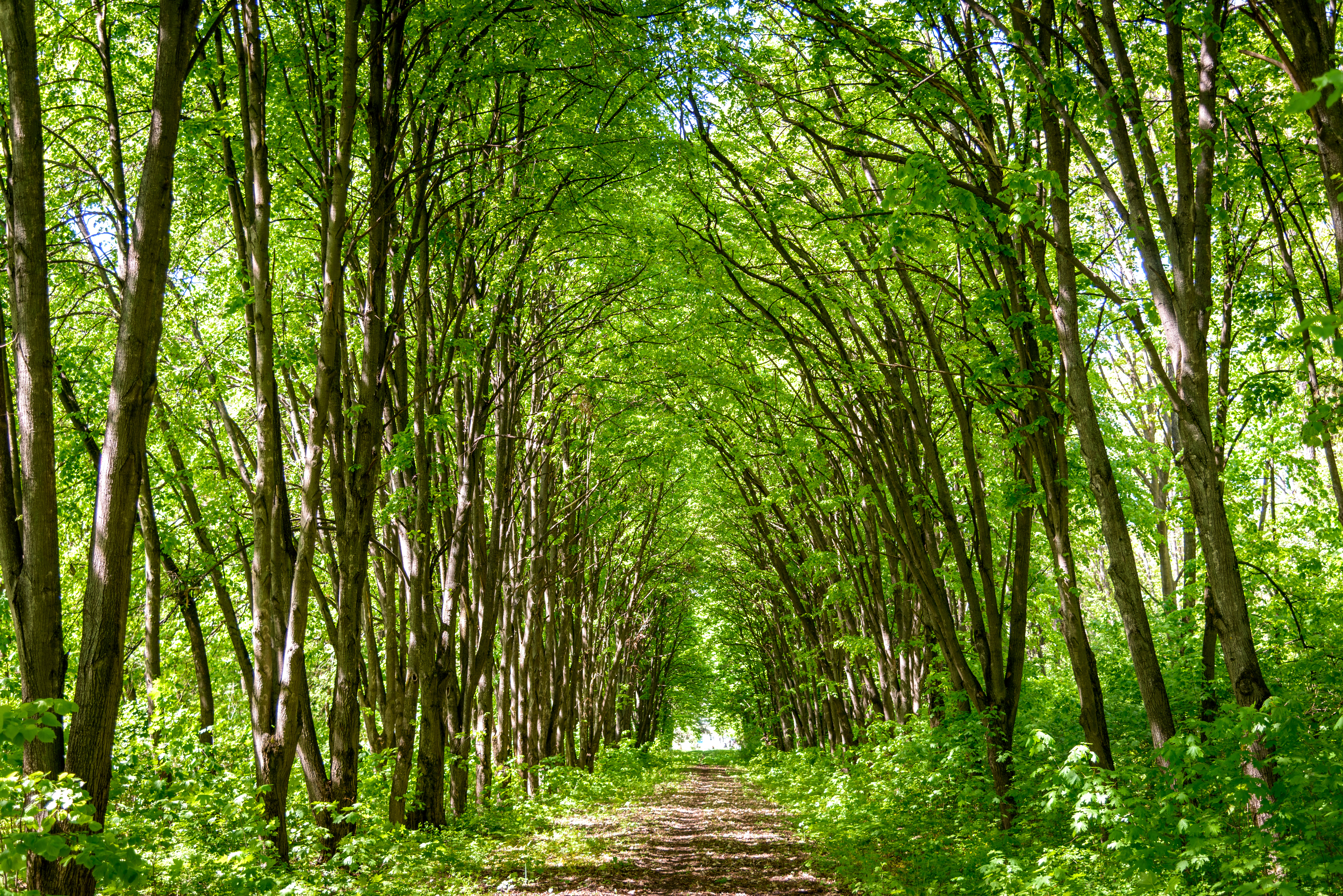
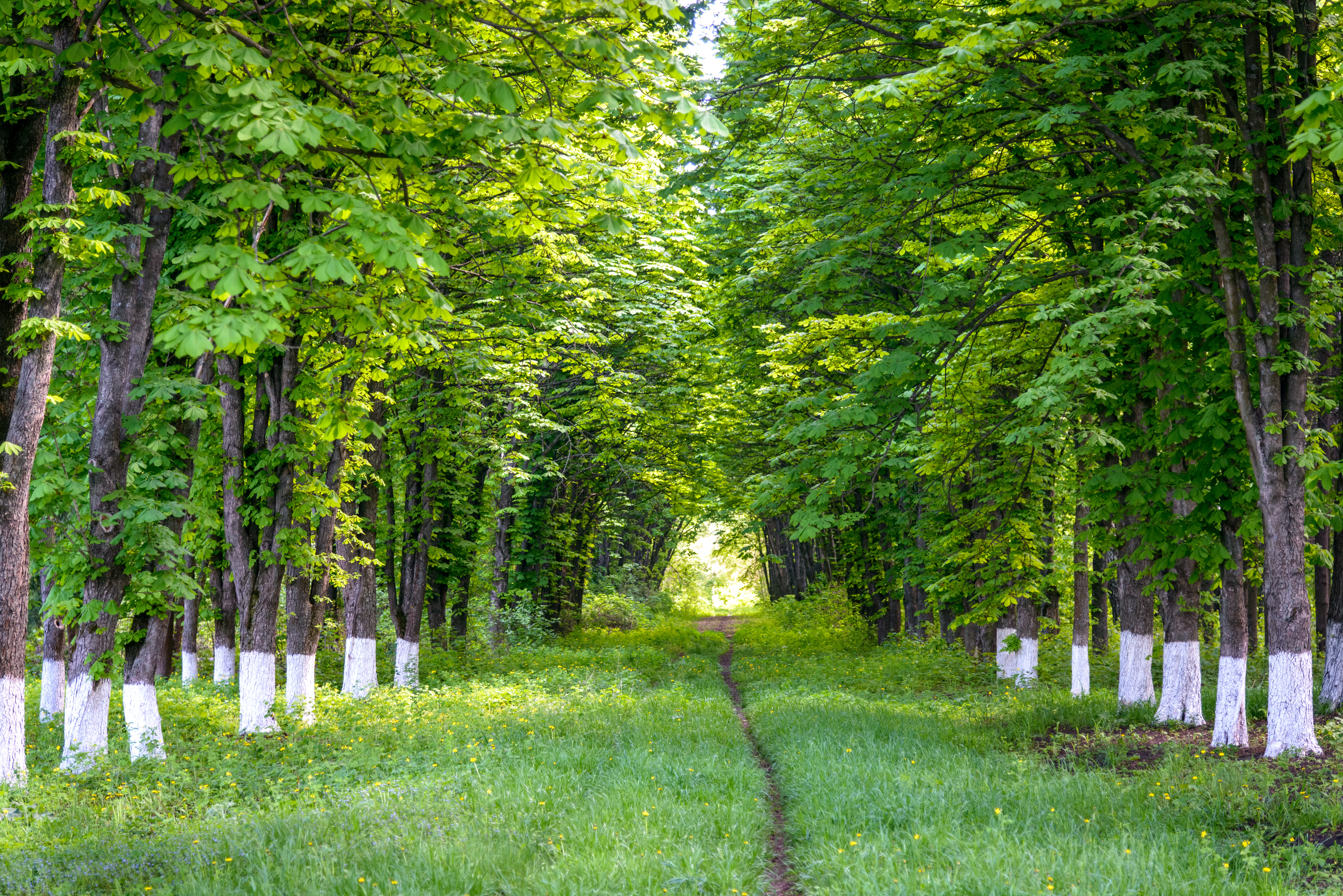